# Ентоні Стоукс
Ентоні Стоукс (англ. Anthony Stokes, нар. 25 липня 1988, Дублін) — ірландський футболіст, нападник клубу «Блекберн Роверз», а також національної збірної Ірландії.

## Клубна кар'єра
Ентоні Стоукс вихованець юнацьких команд футбольних клубів «Шелбурн» та «Арсенал». Дорослу кар'єру Ентоні почав також в «Арсеналі» проте не зіграв за лондонців жодного матчу, а проявити себе зміг лише піл час оренди в «Фолкерк» в сезоні 2006–07, забивши 14 м'ячів в 16 іграх.
Своєю грою за цю команду привернув увагу представників тренерського штабу «Сандерленда» і був підписаний за 2 мільйони фунтів, але не зважаючи на велике бажання не зміг закріпитися в першій команді. Тому після оренди до «Шеффілд Юнайтед» та «Крістал Пелес» він повернувся до Шотландії. В серпні 2009 року його підписав «Гіберніан» за £500,000. В шотландській прем'єр-лізі на Ентоні знову чекав успіх. Він забив 22 голи в єдиному повному сезоні за «Хібз». Незабаром в 2010 році Стоукс перейшов в «Селтік» за £1,200,000. Відтоді встиг відіграти за команду з Глазго 130 матчів в національному чемпіонаті.

## Виступи за збірну
2007 року дебютував в офіційних матчах у складі національної збірної Ірландії. Наразі провів у формі головної команди країни 9 матчів.

## Титули і досягнення
«Селтік»
- Чемпіонат Шотландії
  - Чемпіон (4): 2011–12, 2012–13, 2013–14, 2014–15
- Кубок Шотландії
  - Володар (2): 2010–11, 2012–13
- Кубок шотландської ліги
  - Володар (1): 2014–15

 «Гіберніан»
- Кубок Шотландії
  - Володар (1): 2015–16